# Charlotte Spencer
Charlotte Spencer (Harlow, 26 settembre 1991) è un'attrice e doppiatrice britannica.

## Filmografia parziale

### Cinema
- Wild Bill, regia di Dexter Fletcher (2011)
- Dark Shadows, regia di Tim Burton (2012)
- Les Misérables, regia di Tom Hooper (2012)
- Il concorso (Misbehaviour), regia di Philippa Lowthorpe (2020)
- Il ritratto del duca (The Duke), regia di Roger Michell (2020)
- Cenerentola (Cinderella), regia di Kay Cannon (2021)

### Televisione
- Five Days - serie TV, 2 episodi (2007)
- Line of Duty - serie TV, 3 episodi (2014)
- Glue - miniserie TV, 8 episodi (2014)
- The Living and the Dead - serie TV, 6 episodi (2016)
- Baghdad Central - serie TV, 5 episodi (2020)
- Sanditon - serie TV, 14 episodi (2019-2022)
- The Gold - serie TV, 6 episodi (2023)
- Ted Lasso - serie TV, 2 episodi (2021, 2023)

### Doppiaggio
- Angelina Ballerina: The Next Steps - serie TV, 14 episodi (2008-2010)
- Rainbow Magic: Return to Rainspell Island (2010)
- Angelina Ballerina: Love to Dance (2010)
- Angelina Ballerina: Ballet Dreams (2011)
- Angelina Ballerina: Pop Star Girls (2011)
- Angelina Ballerina: Musical Moves (2012)
- Angelina Ballerina: Dreams Do Come True (2012)
- Angelina Ballerina: Superstar Sisters (2012)
- Angelina Ballerina: Dance Around the World (2013)
- Angelina Ballerina: Mouseling Mysteries (2013)
- Angelina Ballerina: Mousical Medleys (2013)
- La collina dei conigli (Watership Down) - miniserie TV, 4 episodi (2018)

## Doppiatrici italiane
Nelle versioni in italiano nelle opere in cui ha recitato, Charlotte Spencer è stata doppiata da:
- Giulia Catania in Cenerentola, Sanditon
- Valentina Stredini in Il ritratto del duca
- Chiara Francese in Baghdad Central